# Oligonychus aquilinus
Oligonychus aquilinus är en spindeldjursart som beskrevs av Meyer 1974. Oligonychus aquilinus ingår i släktet Oligonychus och familjen Tetranychidae. Inga underarter finns listade i Catalogue of Life.